# Eberhard Weber
Pour les articles homonymes, voir Weber.
Eberhard Weber est un contrebassiste, bassiste et compositeur de jazz allemand, né le 22 janvier 1940 à Stuttgart, Allemagne. Weber est connu pour avoir un son et un phrasé particulièrement reconnaissables. Ses compositions et ses albums sont souvent considérés comme du « jazz de chambre », caractéristique du style de la maison de disques ECM.

## Biographie
Eberhard Weber commence à enregistrer dans les années 1960, en particulier avec le pianiste Wolfgang Dauner. Ils joueront dans des styles divers, du jazz mainstream, jazz-rock au free jazz. Durant cette période, il joue aussi avec les pianistes Hampton Hawes et Mal Waldron, les guitaristes Baden Powell de Aquino et Joe Pass, et le violoniste Stéphane Grappelli.
Weber ne sort son premier album qu'en 1973, The Colours of Chloë, chez ECM. En 1974, il abandonne définitivement la contrebasse pour une basse électrique droite à 5 cordes de sa conception. Son association avec ECM le mène à collaborer avec d'autres artistes du label, Gary Burton (Ring, 1974; Passengers, 1976), Ralph Towner (Solstice, 1974; Sound and Shadows, 1977), Pat Metheny (Watercolors, 1977), et Jan Garbarek.
Dans les années 1970, il fonde son propre groupe, Eberhard Weber Colours, avec Charlie Mariano au saxophone soprano et flûte, Rainer Brüninghaus au piano, et Jon Christensen à la batterie. Après le premier album, Yellow Fields (1975), Christensen quitte le groupe et est remplacé par John Marshall. Ils enregistrent deux albums supplémentaires, Silent Feet (1977) et Little Movements (1980), avant que le groupe ne se sépare.
Depuis les années 1980, Weber a régulièrement collaboré avec la chanteuse britannique Kate Bush, jouant sur quatre de ses albums studio (The Dreaming, 1982; Hounds of Love, 1985; The Sensual World, 1989; Aerial, 2005).
Depuis 1978, Weber a fait une priorité de sa collaboration au groupe de Jan Garbarek, avec de très nombreuses tournées et une douzaine d'albums (Chorus, 1984).
En avril 2007, Weber a souffert d'un accident vasculaire cérébral qui l'a rendu incapable de jouer,.

## Discographie

### Sous son nom
- The Colours of Chloë (1973)
- Yellow Fields (1975)
- The Following Morning (1976)
- Silent Feet (1977)
- Fluid Rustle (1978)
- Little Movements (1980)
- Later That Evening (1982)
- Chorus (1984)
- Orchestra (1988)
- Pendulum (1993)
- Endless Days (2001)
- Stages of a Long Journey (2007)
- Résumé (2012)
- Encore (2015)

Compilations :
- Works (1985)
- Selected Recordings (2004)
- Colours (2010) (coffret regroupant les albums Yellow Fields, Silent Feet et Little Movements)

### Participations
Avec Gary Burton
- Ring (ECM, 1974)
- Passengers (ECM, 1976)

Avec Kate Bush
- The Dreaming (1982)
- Hounds of Love (1985)
- The Sensual World (1989)
- Aerial (2005)

Avec Jan Garbarek
- Photo with Blue Sky, White Cloud, Wires, Windows and a Red Roof (ECM, 1979)
- Paths, Prints (ECM, 1981)
- Wayfarer (ECM, 1983)
- It's OK to Listen to the Gray Voice (ECM, 1985)
- Legend of the Seven Dreams (ECM, 1988)
- I Took Up the Runes (ECM, 1990)
- Twelve Moons (ECM, 1992)
- Visible World (ECM, 1995)
- Rites (ECM, 1998)

Avec Pat Metheny
- Watercolors (ECM, 1977)

Avec Ralph Towner
- Solstice (ECM, 1975)
- Sound and Shadows (ECM, 1977)

Avec Mal Waldron
- The Call (JAPO, 1971)

Avec Monty Alexander
- Love and Sunshine  (MPS Records, 1975)

Autres
- Wolfgang Dauner, Dream Talk (1964), Free Action (1967), Output (1970)
- Hampton Hawes, Hamps' Piano (1967)
- Baden Powell, Poema en Guitar (1968)
- Joe Pass, Intercontinental (1970)
- Stéphane Grapelli, Afternoon in Paris (1971)
- The Singers Unlimited with Art Van Damme, Invitation (1973)
- Benny Bailey Islands (1976)
- Manfred Schoof Orchestra, Reflections (1983)
- Graeme Revell, Body of Evidence: Motion Picture Soundtrack (1993)
- United Jazz + Rock Ensemble, including The Break Even Point and United Live Opus Sechs